# Igor Armaș
Igor Armaș (russisch Игорь Андреевич Армаш Igor Andrejewitsch Armasch; * 14. Juli 1987 in Chișinău, Moldauische SSR, Sowjetunion) ist ein moldauischer Fußballspieler. Der Abwehrspieler gewann mit Zimbru Chișinău den moldauischen Landespokal. Armaș ist auch russischer Staatsbürger.

## Werdegang
Armaș entstammt der Jugend von Zimbru Chișinău. Mit dem mehrfachen Landesmeister spielte er im vorderen Bereich der Divizia Națională, konnte mit der Mannschaft jedoch nicht die Vormachtstellung von Sheriff Tiraspol durchbrechen. 2007 gelang ihm mit dem Klub durch einen 1:0-Erfolg über den FC Nistru Otaci der Gewinn des moldauischen Pokals. Nachdem er sich zu Beginn der Spielzeit 2008/09 endgültig als Stammspieler etabliert hatte, wurde er Mannschaftskapitän des moldauischen Klubs. Darüber hinaus spielte er sich in die moldauische Nationalmannschaft, für die er in der Qualifikation zur Weltmeisterschaft 2010 auflief.
Ende Dezember 2008 gab der schwedische Klub Hammarby IF die Verpflichtung Armaș bekannt. Bei seinem neuen Klub etablierte er sich auf Anhieb in der Stammformation. An der Seite von Andreas Dahl, Freddy Söderberg und Sebastian Castro-Tello verpasste er jedoch als Tabellenletzter den Klassenerhalt. Daraufhin entschloss er sich zum erneuten Vereinswechsel und schloss sich Ende Januar 2010 dem russischen Klub Kuban Krasnodar in der 1. Fußball-Division an, bei dem er einen Vier-Jahres-Kontrakt unterzeichnete. 2017 folgte dann der Wechsel zum Ligarivalen Anschi Machatschkala.